# Sakana AI
Sakana AI Co, Ltd. est une société japonaise fondée mi-2023 à Tokyo, et spécialisée dans le domaine de l'intelligence artificielle. Ses principaux domaines de recherche sont l'intégration dans les modèles d'intelligence artificielle de notions issues de la théorie (darwinienne) de l'évolution, et de notions issues de l'intelligence collective. L'entreprise se dit très attachée à l'open source.

## Histoire
L'entreprise, basée à Tokyo, a été fondée en juillet 2023 par un juriste et deux chercheurs, anciens pionniers de l'IA chez Google.
Dès sa création, la société affiche une volonté de contribuer à la fois à la recherche ouverte (en enrichissant les ressources ouvertes de son domaine d'intérêt), et à la souveraineté technologique japonaise en matière d'IA (dont en développant des modèles multilingues adaptés aux spécificités culturelles et linguistiques japonaises ; elle participe à des projets nationaux et locaux (dans le Grand Tokyo) de recherche sur l'IA, et à des partenariats public-privé, dont dans le cadre de la stratégie d'IA du gouvernement japonais.
Le nom de l'entreprise est dérivé du mot japonais さかな (sakana), qui signifie poisson. Il évoque ici l'idée d'un banc de poissons constitué d'individus dispersés, mais formant néanmoins une entité cohérente qui se meut selon des règles simples que l'on sait maintenant reproduire ; ce banc de poissons est une analogie de l'intelligence collective.
La société a levé 30 millions de dollars lors de son tour de financement d'amorçage auprès de Lux Capital et Khosla Ventures. Elle a ensuite levé environ 200 millions de dollars auprès d'entreprises telles que Mitsubishi UFJ, SMBC, Mizuho, Itochu, KDDI, Nomura et Nvidia lors de son tour de financement de série A en 2024.
En 2024, Sakana AI devient l'une des premières start-up japonaises à adopter une approche dite de co-évolution de modèles, où plusieurs modèles d'IA sont non seulement fusionnés, mais aussi mis en compétition dans un environnement simulé pour favoriser l'émergence de comportements optimisés. Cette méthode s'inspire des dynamiques d'évolution naturelle dans les contextes de sélection naturelle observées dans les écosystèmes, dans la nature.
- En mars 2024, Sakana AI publie dans Nature Machine Intelligence la méthode Evolutionary Model Merge, une technique bio-inspirée qui fusionne automatiquement plusieurs modèles d'IA grâce à des algorithmes évolutionnaires, pour créer des modèles plus efficaces à partir de composants open source existants[6].

- En août 2024, Sakana AI présente une IA (AI Scientist), capable — dans une approche agentique — de mettre en oeuvre la démarche scientifique[7].

En 2024, le Nikkei a estimé la valeur de l'entreprise à 19 milliards de yens.

## Gouvernance
L'entreprise a été fondée par :
- David Ha, ancien chef de la branche de recherche sur l'IA de Google au Japon, et ancien directeur de la Recherche au sein de Stability AI, une entreprise spécialisée dans la génération d'images par l'IA ;
- Llion Jones, l'un des 8 chercheurs de Google ayant créé le premier transformer, qui a permis le bond de l'IA générative et de chatbots tels que ChatGPT et Bard, ainsi que des générateurs d'images tels que Stability AI, Midjourney et Dall-E. Il est aussi l'un des co-auteurs d'un article sur le mécanisme d'attention, intitulé « Attention Is All You Need », écrit quant il travaillait pour Google en 2017, devenu célèbre car ce mécanisme a permis de nouvelles avancées ; de l'IA vers l'IA générative) ;
- Ren Ito, diplômé en droit de l'université de Tokyo (2001), puis de l'université de New York (2004) et de Stanford (2005). Il a débuté comme diplomate, négociateur et interprète du Premier ministre au ministère japonais des Affaires étrangères, puis a travaillé 11 ans à la Banque mondiale, avant de diriger les activités internationales de Mercari (2015) puis être directeur de Stability AI (2022) avant de cofonder Sakana AI en 2023. Il siège depuis 2024 au Conseil stratégique de Tokyo sur l'IA et collabore avec Nvidia à des modèles d'IA bio-inspirés[9].

## Evolutionary Model Merge
En mars 2024, après quelques mois d'existence, Sakana AI annonce puis publie (dans Nature Machine Intelligence, revue scientifique mensuelle spécialisée, à comité de lecture, lancée en 2019 par le groupe Nature), une méthode dite Evolutionary Model Merge permettant de combiner et fusionner automatiquement plusieurs modèles d'intelligence artificielle en un seul, en s'inspirant des principes de l'évolution darwinienne : plutôt que de fusionner manuellement les modèles (ce qui demande une grande expertise et de l'intuition), Sakana a utilisé des algorithmes évolutionnaires pour explorer différentes façons de les combiner, en agissant dans deux espaces complémentaires :
1. L'espace des paramètres (weights), en ajustant les poids des modèles fusionnés.
2. L'espace du flux de données (data flow), en sélectionnant quelles couches ou chemins d'inférence utiliser.

La « fusion de modèles évolutifs » permet de créer de nouveaux modèles de fondation, plus performants ou plus spécialisés, en tirant parti de la diversité des modèles open source existants. Il est alors possible de générer des modèles japonais capables de raisonnement mathématique ou de compréhension visuelle culturelle, sans besoin d'entraînement massif supplémentaire, et sans besoins de grandes ressources en calculs.

## AI Scientist
Sakana AI s'est aussi fait connaitre pour avoir développé, en collaboration avec l'université d'Oxford et l'université de Colombie-Britannique, une IA baptisé AI Scientist, capable, dans une approche agentique, d'automatiser tout un processus de recherche scientifique. Présenté en 2024, ce modèle repose sur la fusion de modèles de langage avancés capables de générer des idées, d'écrire du code, de mener des expériences, d'analyser les résultats et de rédiger des articles scientifiques. Ce système fonctionne en boucle ouverte (open-ended loop), c'est à dire selon un processus de recherche automatisé sans fin prédéfinie, où l'IA génère continuellement de nouvelles idées, les teste, les évalue, puis s'en sert pour relancer un nouveau cycle de recherche. AI Scientist intègre une évaluation automatisée des publications produites, imitant le processus de revue par les pairs.